# Jardim Botânico de Brasília
O Jardim Botânico de Brasília (JBB) é um jardim botânico brasileiro, situado na região administrativa de Jardim Botânico, no Distrito Federal, às margens da Rodovia DF 035. Fica aberto de terça a domingo, das 9 as 17 horas.
Foi fundado no dia 8 de março de 1985, apesar de sua área já ter sido prevista desde a construção de Brasília. Inicialmente previsto no Plano Piloto de Brasília, acabou ficando em uma área de preservação em Jardim Botânico. Foi o primeiro Jardim Botânico do Brasil com um ecossistema predominante de Cerrado.

## História

### Antecedentes
Ao criar o projeto vencedor do Concurso para o Plano Piloto de Brasília, Lúcio Costa entregou um relatório justificativo contendo diretrizes para a cidade. Entre elas, havia uma menção a um Jardim Botânico, que, portanto, estaria previsto desde a criação da cidade e seria parte de sua escala bucólica. 
(...) De um lado o estádio e mais dependências, tendo ao fundo o Jardim Botânico. Do outro, o hipódromo com as respectivas tribunas e vila hípica e, contíguo, o Jardim Zoológico, constituindo estas duas imensas áreas verdes, simetricamente dispostas em relação ao eixo monumental, como que pulmões.— Lúcio Costa, Diretriz 12 do Relatório do Plano Piloto de 1957
A ideia de Lúcio era criar dois parques, um que cada lado do Eixo Monumental: o Zoológico ficaria ao Sul, onde hoje é o Parque da Cidade Dona Sarah Kubitschek, e ao norte, ficaria o Jardim Botânico, na área próxima a do atual Complexo Poliesportivo Ayrton Senna. Entretanto, poucos meses após a vitória de Lúcio, a ideia já havia sido mudada: a falta de cursos d'água inviabilizaria os locais. Uma outra área foi reservada entre os córregos Bananal e Torto. 
Em 1959, o zoólogo João Moojen de Oliveira traz uma nova proposta para não separar fauna e flora, propondo um Parque Zoobotânico na Asa Sul. O parque não foi criado, mas no dia 7 de janeiro de 1961, surge a Fundação Zoobotânica para cuidar dos jardins botânico e zoológico. Entretanto, enquanto o Zoológico já funcionava no espaço reservado desde 1969, o mesmo não acontecia com o Jardim Botânico.

### A definição do local
Apenas em 1976 as coisas mudaram para o Jardim Botânico, com a criação de uma comissão para estudo e implantação definitiva. Essa comissão sugere que uma área da Terracap em Jardim Botânico, já administrada pela Fundação Zoobotânica, que cuidava de diversas áreas relacionadas ao meio ambiente. Essa área era a Estação Florestal Cabeça de Veado (EFCV). 
A área de 526 hectares com vegetação típica do Cerrado já tinha infraestrutura necessária, tanto em estruturas humanas como eletricidade e telefone, como em natureza, com abundância de água devido ao Córrego Cabeça de Veado, além de ser relativamente próxima ao Plano Piloto. 
Cinco anos depois, com a ajuda de profissionais do Jardim Botânico do Rio de Janeiro e do biólogo Pedro Carlos de Orléans e Bragança, que foi nomeado diretor do Jardim Botânico de Brasília em 1984, os trabalhos avançaram, com o local escolhido em Jardim Botânico sendo confirmado em 1982 e logo depois iniciando a instalação das estruturas necessárias e trazendo as plantas do Cerrado e de outros biomas do Brasil e do mundo.

### Inauguração
No dia 8 de março de 1985 o Jardim Botânico foi inaugurado, com a presença de autoridades como o governador do Distrito Federal José Ornelas de Souza Filho e membros da Casa de Orléans e Bragança, já que o diretor do JBB Pedro Carlos fazia parte da família. Também estavam presentes o diretor do Jardim Botânico do Rio de Janeiro, Carlos Alberto Ribeiro de Xavier e a pesquisadora do JBRJ e botânica Graziela Maciel Barroso.
Em fevereiro de 1993, deixou de ser subordinado à Fundação Zoobotânica, se tornando um órgão autônomo ligado a Secretaria de Estado do Meio Ambiente do Distrito Federal.

## Estrutura

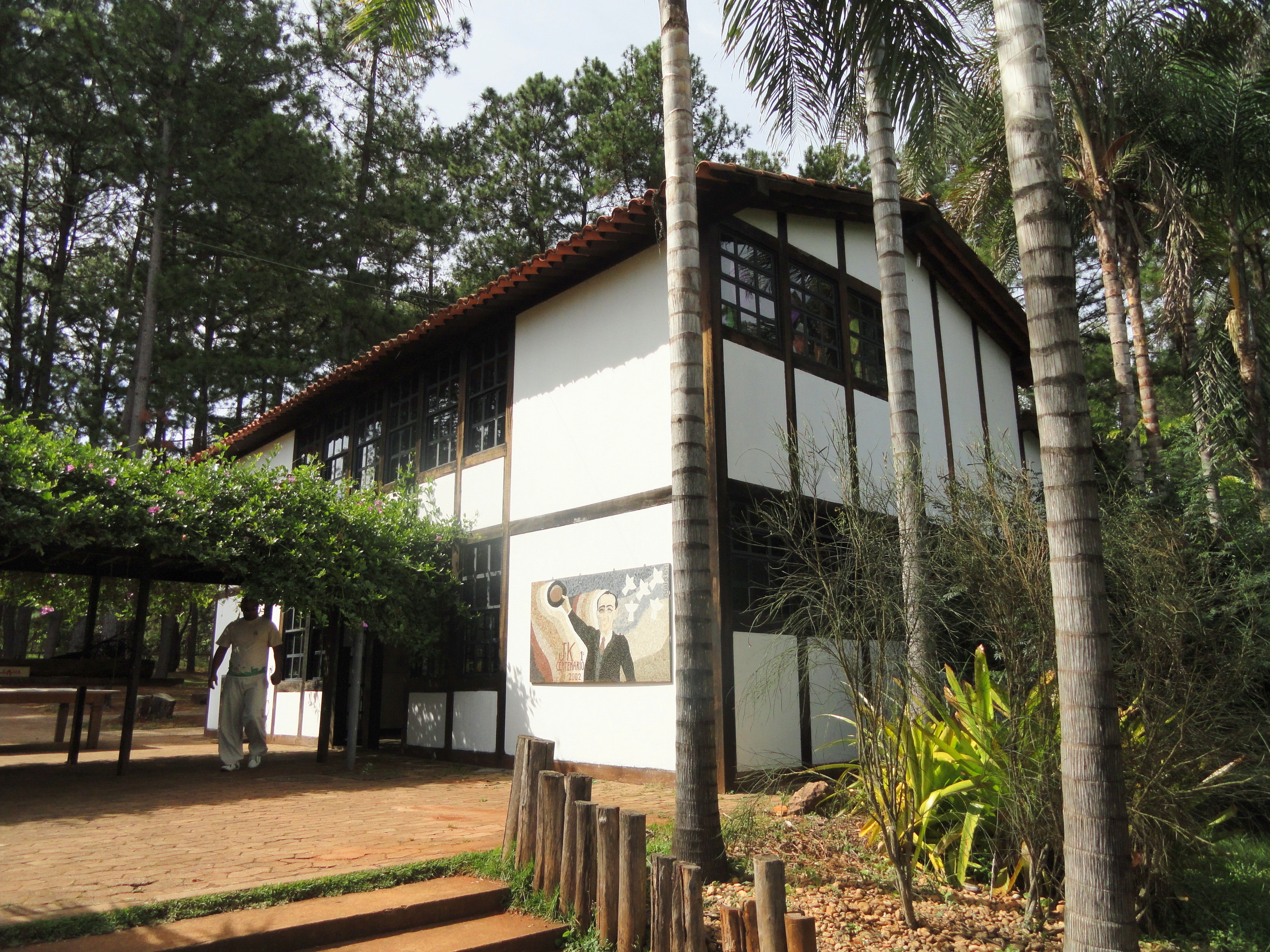
Centro de Visitantes do Jardim Botânico.

O Jardim Botânico do Cerrado foi o primeiro do país a ter o Cerrado e sua preservação como protagonista, valorizando a conservação da biodiversidade do bioma, rico e flora e fauna, que é o segundo maior do país com mais de 6 mil espécies de árvores e 800 espécies de aves estimadas e um dos mais ameaçados, tendo perdido 20% de sua área. Diferente dos modelos vigentes de jardins botânicos brasileiros, que era baseado no modelo europeu focado em estética e lazer com aclimatação de plantas de outros locais, o Jardim Botânico foca no bioma local, apesar de ter uma parte dedicada as plantas brasileiras de outros biomas e estrangeiras, a Alameda das Nações e dos Estados. É o primeiro jardim botânico no mundo a manter coleções de plantas in situ, ou seja, no seu ambiente original.
Sua área é de de cerca de 5.000 hectares, dos quais 526 hectares são abertos à visitação, com plantas nativas e exóticas devidamente identificadas, além de uma trilha ecológica com 4.500 metros. Outros 4.429,63 hectares são ocupados pela Estação Ecológica Jardim Botânico de Brasília (EEJBB), uma área de Cerrado preservado administrada pelo Jardim Botânico de Brasília. 25% dos mananciais que abastecem a região, incluindo o Lago Paranoá, ficam na área do Jardim Botânico de Brasília.
Alguns dos espaços do JBB são: 

### Alameda das Nações e dos Estados

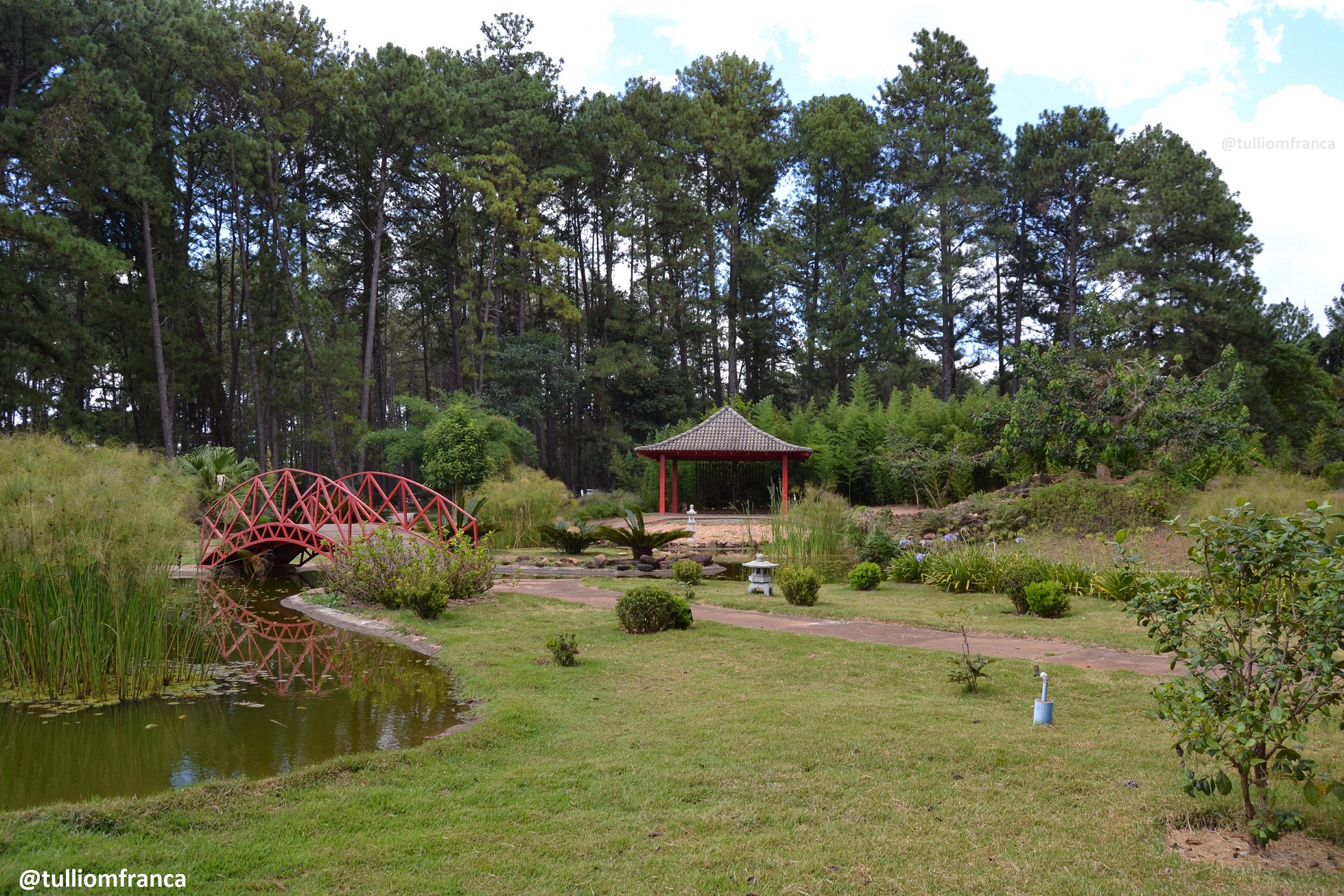
Bosque Kyoto do Jardim Botânico de Brasília

Setor dedicado a plantas de outros estados e países. Foi idealizada por Georges Lodygenski sob a ideia de que Brasília, enquanto capital do Brasil, deveria ter representantes vegetais das nações que tem relações diplomáticas com o Brasil. O projeto foi previsto desde o início do JBB, mas só começou a sair do papel em 2017. Israel foi o primeiro país a instalar sua área. As embaixadas da Sérvia e de Omã já demonstraram interesse. Por enquanto fazem parte da Alameda:
- Jardim Polonês, representando a Polônia;[8]
- A Praça de Israel e o Jardim Bíblico, representando Israel;[12]

### Anfiteatro
Fica junto a Alameda das Nações e dos Estados e é voltado a grandes eventos. Experimentos florestais de Eucaliptos e Pinus ficam ao fundo do local.

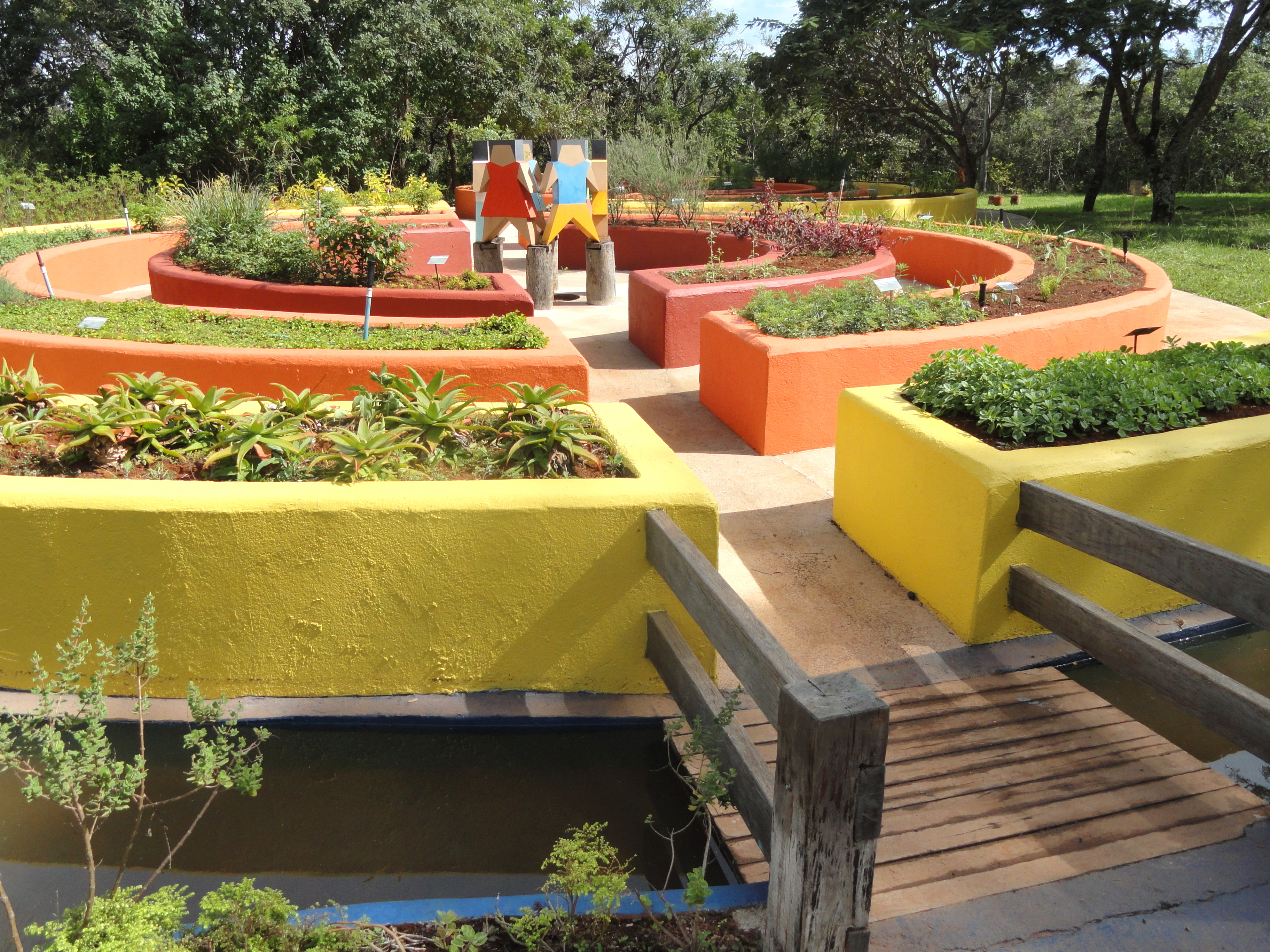
Jardim Sensorial do Jardim Botânico.

### Biblioteca da Natureza
Biblioteca voltada para crianças e adolescentes, tem acervo literário infanto-juvenil, livros didáticos, gibis e brinquedos com temática ambiental. No espaço também fica a Sala Verde, que serve para exposição de vídeos ambientais e oficinas.

### Escola Classe Jardim Botânico
Uma escola regular que fica no Jardim Botânico, parte da rede da Secretaria de Educação do Distrito Federal. São oferecidas turmas do primeiro ao quinto ano. Por sua localização, o ensino é muito mais voltado para os cuidados ao meio ambiente.

### Bosque de Kyoto
Um bosque onde foram plantadas árvores nativas do Cerrado no ano da assinatura do Protocolo de Kyoto, em apoio e homenagem aos países signatários.

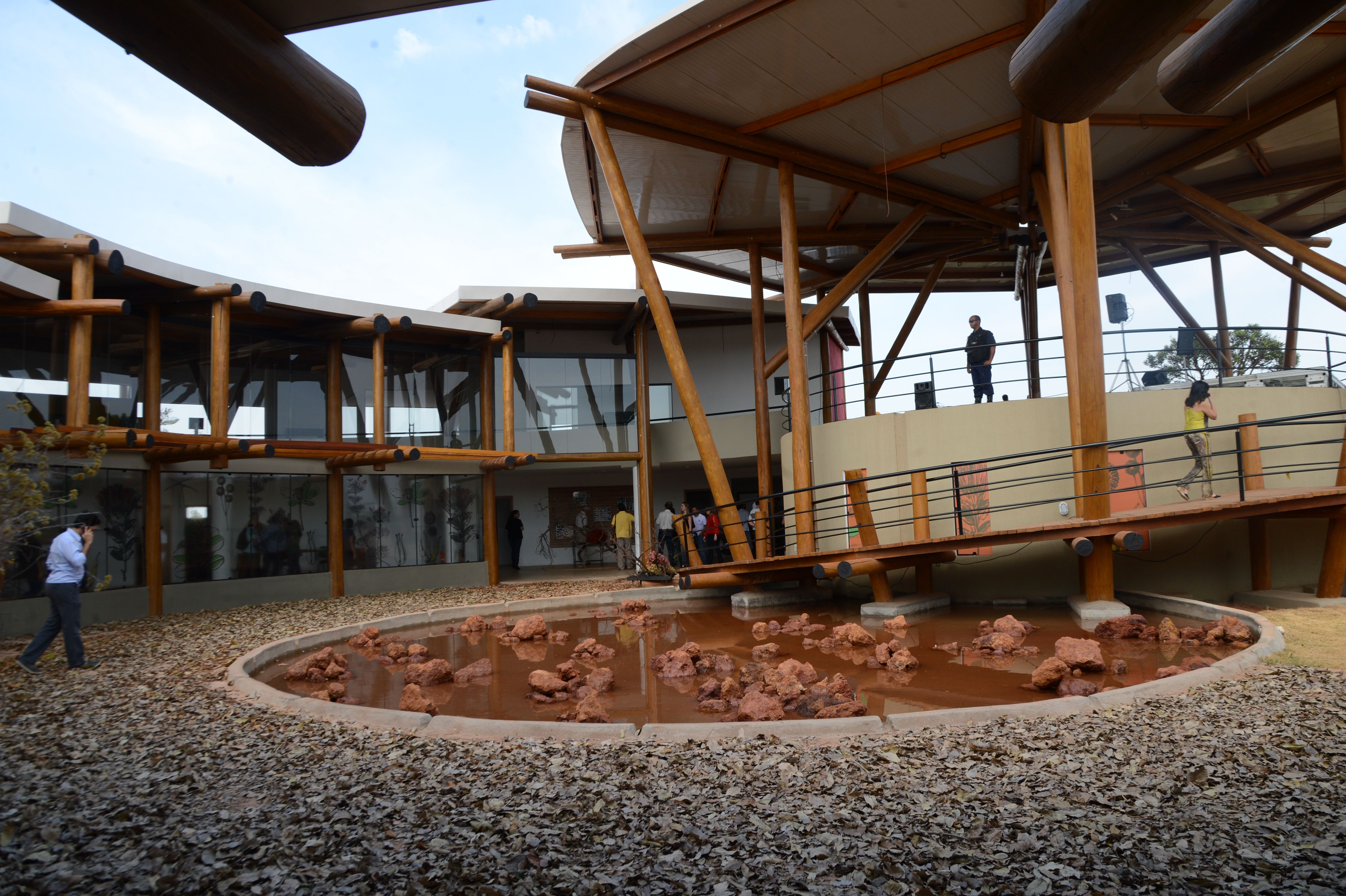
Centro de Excelência do Cerrado (Cerratenses), destinado a pesquisas, exposições itinerantes e projetos ambientais (Elza Fiúza/Agência Brasil)

### Casa de Permacultura e Jardim de Cheiros
No Jardim de Cheiros ou Jardim Sensorial os visitantes tem contato com ervas medicinais, aromáticas e condimentares, que estimulam os cinco sentidos. 
Na Casa de Permacultura, utilizado por educadores para promoção de encontros e exposições de arte, os visitantes podem observar as plantas e seus sistemas cíclicos e evolutivos. Há ainda um quintal agroflorestal e uma unidade de captação de água da chuva.

### Cerratenses - Centro de Excelência do Cerrado
Uma superintendência criada para fortalecer a pesquisa e a disseminação de conhecimento referente ao Cerrado. Fica na parte mais alta do JBB. O Cerratenses foi inaugurado em 2015 com projeto arquitetônico de Roberto Lecomte, Catarina Macedo e Samuel Pinheiro Guimarães  Conta com biblioteca, auditório, seis salas de escritório, banheiros, espaços para exposições e um mirante onde se pode ver boa parte da área de Cerrado preservada.

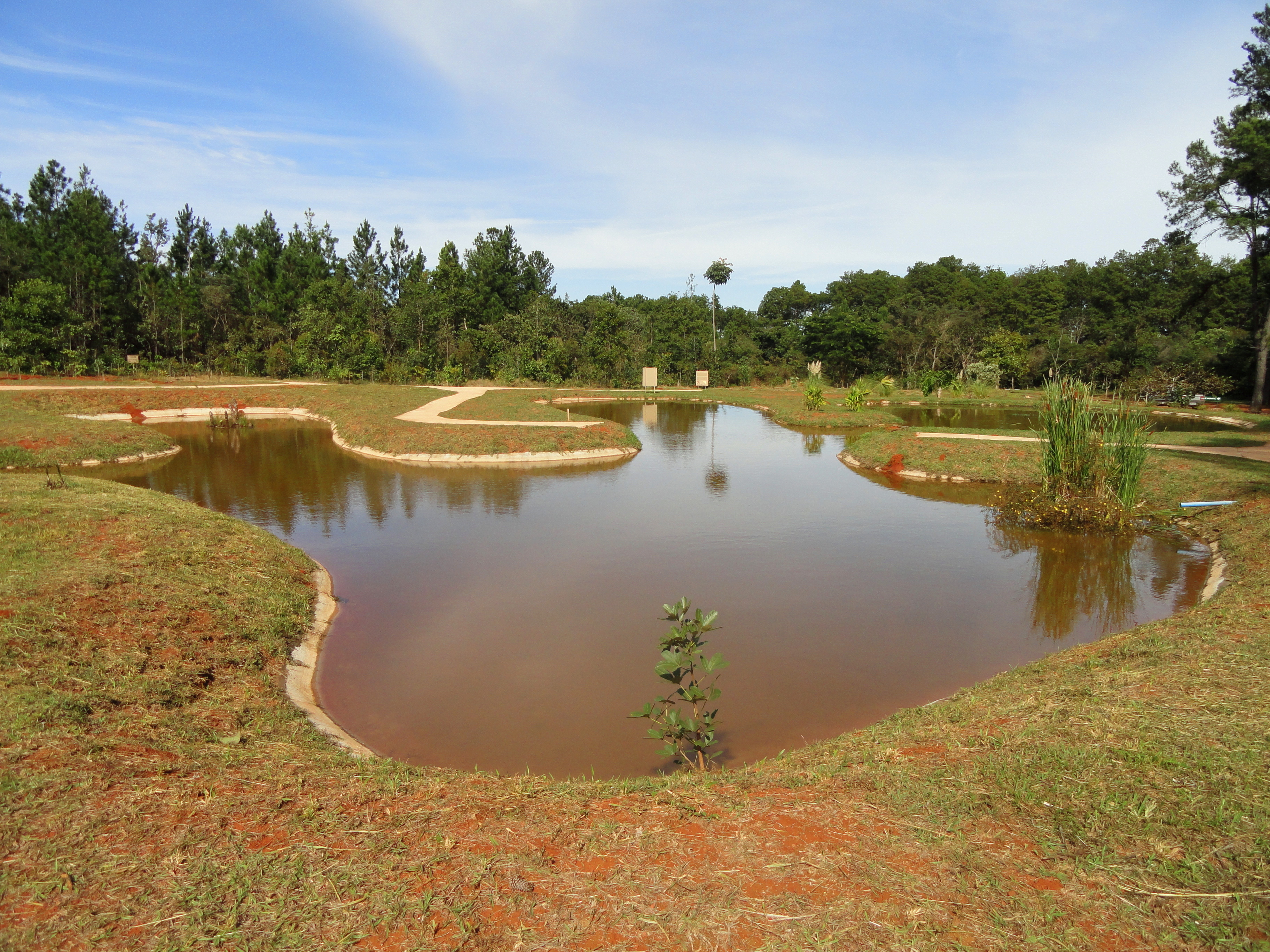
Lago no centro do Jardim de Contemplação.

Biblioteca do Jardim Botânico de Brasília
A principal biblioteca do Jardim Botânico tem aproximadamente 2.700 volumes, entre livros, enciclopédias, mapas, periódicos, manuais, fotografias, teses e documentos digitais.
Escola Superior do Cerrado
Oferece cursos de graduação e pós-graduação de curta duração como Gestão Ambiental e Gestão de Recursos Hídricos e de Resíduos Sólidos.

### Jardim de Contemplação e Jardim Japonês

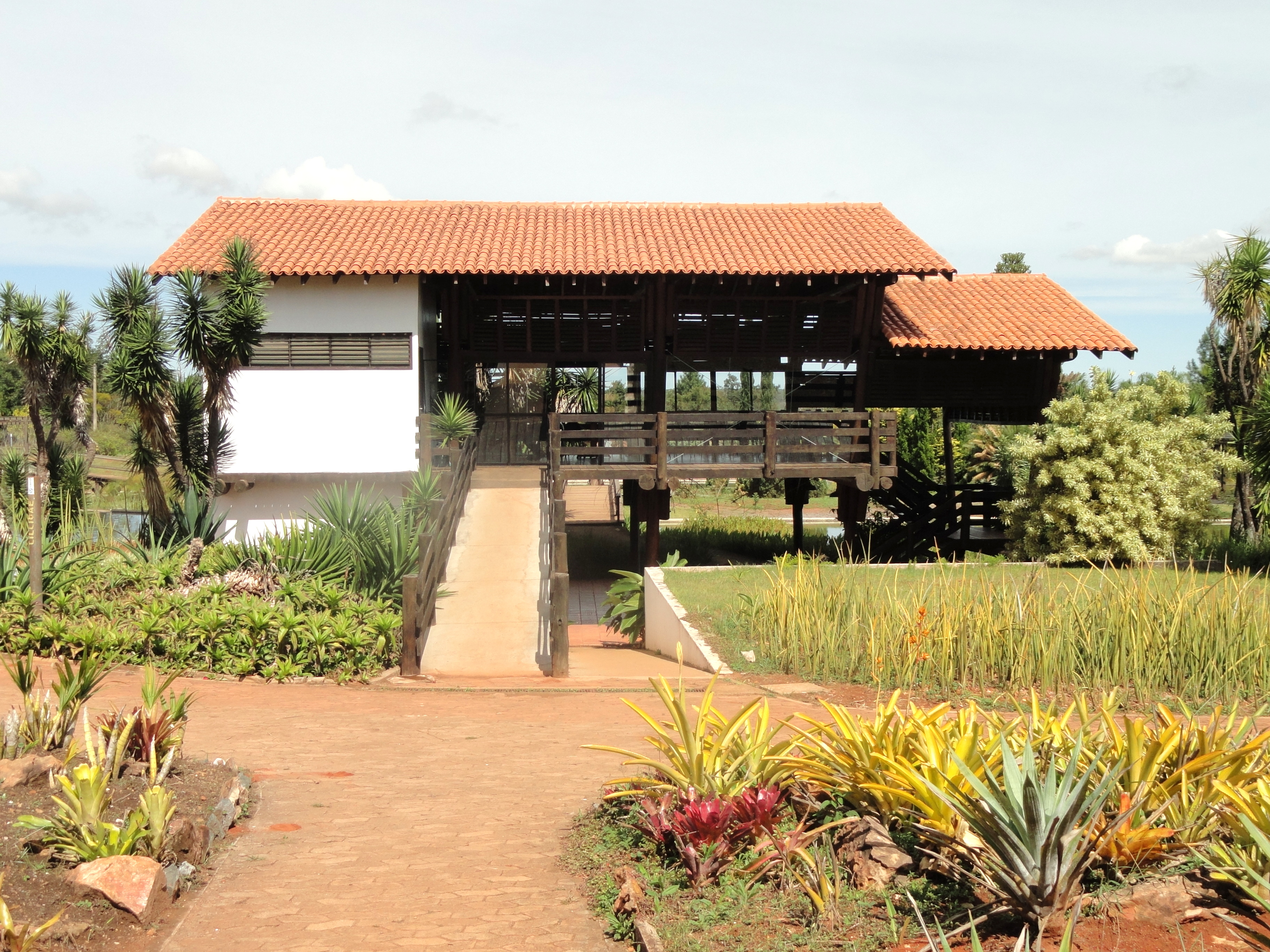
A Casa de Chá.

Os dois espaços foram inaugurados juntos em 2012. Em torno de um lago central ficam seis jardins que representam seis biomas brasileiros - Mata Atlântica, Cerrado, Pampas, Floresta Amazônica, Caatinga e Pantanal - com espécies vegetais de cada um deles, permitindo ao visitante contemplar uma parcela da biodiversidade brasileira. Já o Jardim Japonês é um jardim temático. Ambos são usados para educação ambiental, projetos de pesquisa e lazer.

### Jardim Evolutivo
Em uma área circular de aproximadamente de 3 hectares, apresenta a evolução das plantas segundo seu sistema reprodutivo baseado no Modelo Filogenético do botânico George Ledyard Stebbins, sendo bastante didático, com as plantas mais evoluídas nas bordas e as menos, no centro.

### Outros espaços
- Bosque dos Ipês;
- Casa de Chá;
- Centro de Visitantes;
- Espaço Guido Pabst, com coleção de orquídeas nativas e exóticas;
- Espaço Oribá - Área de Piquenique;
- Estufas;
- Jardim em movimento;
- Herbário Ezechias Paulo Heringer
- Horto Medicinal
- Museu de História Natural.[9]

## Publicações
O Jardim Botânico de Brasília publica semestralmente desde 1994 a revista científica Heringeriana, que apresenta artigos científicos originais, monografias taxonômicas, checklists comentados, notas científicas e opiniões em diversas áreas de biodiversidade. 